# Babergh (herred)
Babergh was een herred in het Engelse graafschap Suffolk.

## Plaatsen
Onder Babergh vallen de volgende plaatsen:
- Cockfield
- Assington
- Long Melford
- Great en Little Cornard
- Great en Little Waldingfield
- Lavenham
- Shimpling
- Brent en Monks Eleigh
- Stoke-by-Nayland
- Polstead
- Withermarsh
- Cavendish
- Groton
- Glemsford
- Hartest
- Edwardstone
- Lawshall
- Boxted
- Preston
- Coddenham
- Acton
- Honilega
- Waldingfield (Othering)
- Stanstead
- Milden
- Coresfella
- Aveley
- Brandeston
- Somerton
- Chilton
- Kentwell
- Chadacre
- Saibamus
- Fenstead
- Houghton
- Linhou
- Newton[1]